# آندرئا وندرامه
آندرئا وندرامه (ایتالیایی: Andrea Vendrame؛ زادهٔ ۳۰ ژوئیهٔ ۱۹۹۴ ‏(۳۰ سال)) دوچرخه‌سوار اهل ایتالیا است.
از باشگاه‌هایی که در آن رکاب زده‌است می‌توان به روت–آکروس و اندرونی جوکاتولی–سیدرمک اشاره کرد.